# Esthero
Esthero (pronunciado [ɛstɛroʊ] es-TAIR-oh, nacida Jenny-Bea Englishman el 23 de diciembre de 1978, en Stratford, Ontario) es una cantante canadiense actualmente radicada en Los Ángeles, California. El nombre Esthero es usado para referirse tanto a ella como cantante solista, así como también al dúo que antiguamente conformaba junto al productor musical Doc McKinney. Esthero es un acrónimo de "Esther the Hero", y afirma haberlo obtenido combinando el nombre de la heroína (Esther) y la última línea ("If I am to be the hero, then I cannot fly from darkness.", cuyo significado al español es: "Si voy a ser una heroína, entonces no puedo volar desde las tinieblas.") de la película The Bell Jar, basada en la novela de Sylvia Plath con el mismo nombre.
El característico sonido de Esthero incorpora sobre su voz una mezcla de melosas líneas de bajo, trompetas de jazz, guitarras españolas y hip hop. A veces se le compara con otros artistas como Björk, Portishead y Sade. Ha coproducido la gran mayoría de todos sus álbumes y sencillos. Entre sus mayores influencias, Esthero menciona a la banda Res, Fergie y la cantante canadiense Nelly Furtado.
Su hermano Jason Englishman, también es músico y ha trabajado junto a ella.

## Vida y carrera

### Primeros años
A los dieciséis años, Esthero se mudó desde la pequeña comunidad de Walkerton, Ontario por sus propios medios hacia Toronto, Ontario junto a su hermano, donde comenzó a cantar en distintos locales a micrófono abierto mientras se desempeñaba en otros oficios, formando parte de la cadena de pastelería y panadería Future Bakery, imprentas, y empresas de telemarketing. Mientras realizaba una presentación en una cafetería local, los productores musicales Beau Ovčarić y Zack Werner se interesaron en el talento de Esthero. Una vez cumplidos los dieciocho años, la dupla presentó a la joven cantante con el presidente de Emi Music Publishing Canada Michael McCarty, quien sin ver ninguna de sus presentaciones en vivo, le organizó una sesión para grabar junto al productor musical Martin "Doc" McKinney.

### 1997:Breath from Another
La joven pareja rápidamente comenzó a grabar, y 6 de sus demos despertaron el interés de numerosas compañías discográficas en los Estados Unidos. Gracias al entonces presidente de EMI Publishing US Rick Krim, sus demos llegaron a los oídos de los líderes de la extinta compañía The Work Group (una subsidiaria de Sony Music). Antes de lanzar su álbum, a fines de enero de 1998, 15,000 copias del extended play promocional Short of Breath fueron enviadas al equipo de Sony Music a nivel mundial. Posteriormente, su álbum de estudio debut titulado Breath from Another, fue lanzado en junio de 1998 tanto en su natal Canadá como en los Estados Unidos, recibiendo aclamación de la crítica.

### 1998–2003: Colaboraciones y éxito
Luego de las tibias ventas de su álbum debut, la compañía decidió finalizar el contrato discográfico con Esthero. En 1998, luego de que se produjera un remix de su canción "Country Livin' (The World I Know)" junto al grupo de dirty south Goodie Mob, y fuera incluido en la banda sonora de la película de 1998 Slam, Esthero atrajo la atención de numerosos artistas de hip hop y rap, recibiendo múltiples solicitudes para colaborar junto a ella.
Entre sus colaboraciones cabe destacar su participación junto al grupo Black Eyed Peas en la canción "Weekends" (incluido dentro del álbum debut de la agrupación, titulado Bridging the Gap), que logró ingresar en las listas de éxitos tanto en Estados Unidos como en Australia y Alemania.
En 2001, realizó una colaboración junto al productor y DJ alemán Ian Pooley en su canción "Balmes (A Better Life" (de su disco Since Then), el que alcanzó el puesto #65 en el UK Singles Chart y el #35 en el Hot Dance Club Songs, convirtiéndose en su debut en dicha lista de éxitos.

### 2004–2005: "O.G. Bitch" yWikked Lil Grrrls
El 20 de abril de 2004, Esthero publicó su sencillo "O.G. Bitch", que incluyó la canción "I Love You" como lado B y se convirtió en su primer trabajo que no contó con la colaboración del productor Doc McKinney. El sencillo alcanzó el puesto #1 en la lista de éxitos Hot Dance Club Songs en los Estados Unidos. En noviembre de ese mismo año, publicó el EP We R in Need of a Musical Revolution!, esta vez bajo la discográfica Reprise Records. Posteriormente, se lanzó un sencillo con el mismo nombre y se convirtió en un adelanto para la publicación de su segundo álbum de estudio, que vería la luz en junio de 2005, titulado Wikked Lil' Grrrls', recibiendo críticas mixtas. El disco incluye la participación de artistas como Sean Lennon, Cee-Lo Green, el grupo Goodie Mob, Jemeni, Jelleestone y Shakari Nyte.

### 2007–2011: Ruptura con sello discográfico y colaboraciones
En 2007, luego de romper lazos con su sello discográfico, Venus Management con quien estuvo trabajando luego de lanzar su segundo disco, Esthero optó por hacerse responsable de su propia representación. A pesar de ello, mantuvo lazos familiares con Zack y Beau.
El año 2008 estuvo lleno de actividades para la cantante, con un gran número de colaboraciones de alto perfil, incluyendo la canción "Yes We Can" (de la que se produjo un videoclip) que estuvo inspirada en un eslogan utilizado por el senador demócrata Barack Obama en la campaña primaria presidencial de 2008 y producida por el músico will.i.am. Colaboró con el rapero Kanye West en su gira Glow in the Dark Tour proporcionando la voz de J.A.N.E. durante la presentación de su canción "Spaceship" y participó en su álbum 808s & Heartbreak de 2008, donde coescribió tres canciones ("Love Lockdown", "RoboCop" y "Street Lights") y proporcionó su voz en una ("Street Lights") bajo su nombre real.
Participó en la producción del álbum debut del proyecto musical Dangerous Muse, titulado Electric Eternity, que vería la luz nueve años después, además de coescribir la canción "Human" del disco del mismo nombre de la cantante Brandy Norwood. Fue incluida en el disco álbum de estudio Shock Value II del artista Timbaland de 2009, en las canciones "Can You Feel It" (junto al rapero Sebastian) y "Undertow" (junto a la banda The Fray). Esta última alcanzó el puesto #100 en la lista Billboard Hot 100, convirtiéndose en su primer y único paso por esta lista en los Estados Unidos.

### 2012–presente:Everything Is Expensivey "Baby Steps"
El 5 de junio de 2012, Esthero publicó un nuevo sencillo titulado "Never Gonna Let You Go", que fue coescrito y coproducido junto a Adam Bravin, miembro del dúo She Wants Revenge. La canción apareció en el episodio «This is Why We Fight» de la novena temporada de la serie Grey's Anatomy, estrenada el 21 de febrero de 2013. El sencillo debutó en la lista de éxitos Canadian Hot 100 el 15 de septiembre de 2012. La canción permaneció un total de trece semanas en dicha lista, alcanzando su tope en el puesto #72, y convirtiéndose en su primera –y hasta la fecha, única– éxito en alcanzar las listas de éxitos en Canadá.
El 30 de octubre de 2012, Esthero publicó de forma independiente su tercer álbum de estudio, titulado Everything Is Expensive. El disco debutó en el puesto #13 en el Top Heatseekers de Billboard en los Estados Unidos. En Canadá, el álbum fue lanzado bajo la discográfica Universal Music.
En 2016, su canción "Breath from Another" fue nominada a un premio Polaris Heritage Prize (entregados a los álbumes de estudio a artistas canadienses) en la categoría de Mejor Álbum de 1996-2005. El álbum perdió ante Funeral de la banda Arcade Fire (elegido por el voto del público) y La Llorona de la cantante Lhasa de Sela (elegida por voto del jurado).
En 2018, Esthero participó en la canción "4ever" del grupo Black Eyed Peas, incluida en su álbum Masters of the Sun Vol.1 de la agrupación, además de haber producido un videoclip para el mismo y estrenado el 1 de febrero de 2019. A través de sus redes sociales, Esthero anunció el 3 de febrero de 2019, el lanzamiento de su sencillo "Baby Steps", acompañado del lado B "Gimme Some Time".

## Discografía

### Álbumes de estudio
- Breath from Another (1998)[23]
- Wikked Lil' Grrrls (2005)
- Everything Is Expensive (2012)[24]

### Extended plays
- Short of Breath (1998)
- We R in Need of a Musical Revolution! (2004)[25]

### Sencillos
Como artista principal
- "Breath from Another" (1998)
- "Heaven Sent" (1998)
- "That Girl" (1998)
- "O.G. Bitch" (2003)
- "We R in Need of a Musical Revolution" (2004)
- "Fastlane" (junto a Jemeni y Jelleestone) (2005)
- "Never Gonna Let You Go" (2012)
- "You're A Mean One, Mr Grinch" (2017)

Como artista invitado
- "Weekends" (Black Eyed Peas junto a Esthero) (2000) (incluido en su álbum Bridging the Gap)
- "Balmes (A Better Life)" (Ian Pooley junto a Esthero) (2001) (incluido en su álbum Since Then)
- "Undertow" (Timbaland junto a The Fray y Esthero) (2009) (incluido en su álbum Shock Value II)